# Carlo Scognamiglio (Radsportler)

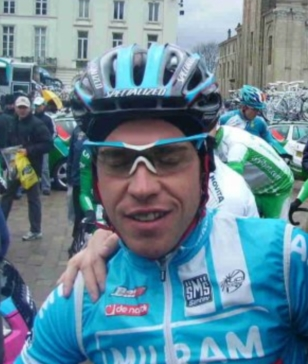
Carlo Scognamiglio (2008)

Carlo Scognamiglio (* 31. Mai 1983 in Seriate) ist ein ehemaliger italienischer Radrennfahrer.
Carlo Scognamiglio begann seine Karriere 2004 bei dem italienischen Radsportteam De Nardi. Im selben Jahr wurde er Zweiter der nationalen Straßen-Radmeisterschaft im Rennen der U23-Klasse. Nach einer Saison wechselte er zu dem ProTeam Domina Vacanze. 2008 hatte er seinen einzigen Start bei einer Grand Tour und wurde 126. des Giro d’Italia. Im Jahr 2009 erzielte er als Zweiter des Giro del Veneto sein bedeutendstes Karriereergebnis. Nach Ende des Saison 2011 beendete er seine Karriere.

## Teams
- 2004 De Nardi
- 2005–2077 Domina Vacanze / Team Milram
- 2008–2009 Barloworld
- 2010 ISD-Neri
- 2011 Team Vorarlberg (ab 1. August)